# 安塔馬哈納山
13°15′44″S 74°56′04″W / 13.26222°S 74.93444°W
安塔馬哈納山（Anta Maqana），是秘魯的山峰，位於該國中部萬卡韋利卡大區，由瓦伊塔拉省的皮爾皮查卡區負責管轄，屬於安地斯山脈的一部分，海拔高度4,880米。